# John Macleod
John James Richard Macleod (ur. 6 września 1876 w Clunie k. Dunkeld, zm. 16 marca 1935 w Aberdeen) – szkocki fizjolog, laureat Nagrody Nobla w 1923 roku.

## Życiorys
W 1898 ukończył medycynę na Uniwersytecie w Aberdeen. Po studiach podyplomowych na Uniwersytecie w Lipsku i pracy w szpitalu w Londynie przeniósł się w 1903 roku do Ameryki, gdzie został profesorem fizjologii na Case Western Reserve University School of Medicine w Cleveland. W 1918 przyjął podobne stanowisko na Uniwersytecie w Toronto. W 1928 roku powrócił do Szkocji i został profesorem fizjologii na macierzystym Uniwersytecie w Aberdeen.
Zajmował się głównie problematyką metabolizmu węglowodanów. Kierował w Toronto instytutem badawczym, współpracując z Frederickiem Bantingiem, Charlesem Bestem i Jamesem Collipem. W 1922 zespół uzyskał insulinę, która nadawała się do zastosowania w leczeniu chorych na cukrzycę. W 1923 Banting i MacLeod otrzymali Nagrodę Nobla w dziedzinie fizjologii lub medycyny za odkrycie insuliny. Banting uważając, że Best został niesłusznie pominięty, podzielił się z nim pieniędzmi ze swojej części nagrody. Tak samo postąpił Macleod w stosunku do Collipa.
Macleod był autorem kilkunastu podręczników naukowych, m.in.:
- Diabetes, Its Pathological Physiology (1913)
- Carbohydrate Metabolism and Insulin (1926)
- Physiology and Biochemistry in Modern Medicine (1918, współautor)